# Symplectoscyphus pseudodivaricatus
Symplectoscyphus pseudodivaricatus är en nässeldjursart som beskrevs av Ralph 1961. Symplectoscyphus pseudodivaricatus ingår i släktet Symplectoscyphus och familjen Sertulariidae. Inga underarter finns listade i Catalogue of Life.